# 松木創
松木 創（まつき つくる）は、日本のテレビディレクター、映画監督、脚本家である。北海道登別市出身。

## 経歴
北海道室蘭栄高等学校、中央大学文学部西洋史学科卒。1991年に北海道文化放送に入社。フリーランスを経て、現在は共同テレビジョン第一制作部担当部長。

## 受賞歴
- 「遠いボート」 第2回 小学館DENiMライター新人賞 佳作
- 「人生の楽園」（2000年 - 2006年、テレビ朝日）  橋田寿賀子賞優秀賞  ATP優秀賞
- 「ON THEATER 爆笑探偵団」（2006年、北海道文化放送） FNSソフト工場優秀賞
- 金曜プレステージ「中村勘三郎襲名公演 664日全記録」（2007年、フジテレビ） 日本民間放送連盟賞 優秀賞 日本ポストプロ協会賞ミキシング部門ゴールド賞
- 金曜プレステージ「勘三郎 感動密着413日」（2009年、フジテレビ）  14th Asian Television Awards （ATA2009） ノミネート
- ノンフィクションW「太陽の男 ラファエル・ナダル」（2010年、WOWOW） 日本民間放送連盟賞優秀賞
- 金曜プレステージ「勘三郎密着！涙の復帰スペシャル 闘病そして震災…激動の553日」（2011年、フジテレビ）  ギャラクシー賞奨励賞
- 「カウンターのふたり」（2012年、BS12 TwellV）ATPグランプリ2012奨励賞
- 「カウンターのふたり第三話 終わりと始まりの間」（2012年、BS12 TwellV）ギャラクシー賞奨励賞
- 「カウンターのふたり 続編」（2013年、BS12 TwellV）第3回衛星放送協会オリジナル番組アワード オリジナル番組賞 企画賞（ドラマ番組部門）
- 土曜プレミアム「一周忌特別番組 勘三郎 最期の言葉」（2013 フジテレビ）ニューヨーク・フェスティバル2014奨励賞
- ザ・ノンフィクション「転んでも転んでも 三國清三 上海進出1000日」（2013年、フジテレビ）第30回ATP賞優秀賞（構成）
- 「映画 中村勘三郎」 FIPA 2015 International Creation 選出
- 「土曜プレミアム 30年目の真実 宮崎勤の肉声」JPPAアワード2018ミキシング部門シルバー賞
- 「中村屋ファミリー2020　待ってました！勘九郎 七之助 試練と喝采の幕開けスペシャル」（2020年、フジテレビ）第49回 国際エミー賞ノミネート
- 「恋は50を過ぎてから」（2022年、BS11） 日本民間放送連盟賞ドラマ部門優秀賞
- 1995〜地下鉄サリン事件30年 救命現場の声〜(監修)（2025年、フジテレビ）ギャラクシー賞優秀賞

## 主な演出作品

### 映画
- 「映画 中村勘三郎」（2013年12月21日公開[1][2]）
- 「 リカ～自称28歳の純愛モンスター～」(2021年6月18日公開)

### 連続ドラマ
- 「セサミストリート日本版」（2004 - 2005年、テレビ東京）※チーフ監督
- 「ドラマ24 嬢王」（2005年、テレビ東京）
- 「ドラマ24 下北GLORY DAYS」（2006年、テレビ東京）
- 「ドラマ24 クピドの悪戯」（2006年、テレビ東京）
- 「美少女戦麗舞パンシャーヌ 奥様はスーパーヒロイン!」（2007年、テレビ東京）
- NHKドラマ8「乙女のパンチ」（2008年、NHK総合）
- 「嬢王3 〜Special Edition〜」（2010年10月 - 12月、テレビ東京）
- 「クルマのふたり〜TOKYO DRIVE STORIES」（2011年11月 - 2012年3月、BS12）※チーフ監督
- 「撮らないで下さい!!グラビアアイドル裏物語」（2012年1月 - 2012年4月、テレビ東京）※チーフ監督
- 「カウンターのふたり」（2012年4月 - 10月BS12）※チーフ監督
- 「カウンターのふたり続編」（2013年1月 - 3月BS12）※チーフ監督
- 「プレミアムよるドラマ おわこんTV」（2014年7-8月、NHKBSプレミアム）※チーフ監督、メイン脚本 ☆文化庁芸術祭参加作品[3]
- 「ラーメン大好き小泉さん」（2015年6月 - 、フジテレビ）※チーフ監督
- 「馬子先輩の言う通り」（2015年10月 -12月 、フジテレビ）※全12話監督
- オトナの土ドラ「ノンママ白書」（2016年8月 - 9月、東海テレビ・フジテレビ）
- 「実況される男」(2016年10月 - 12月、フジテレビ）※チーフ監督
- 「警視庁いきもの係」（2017年7月 - 9月、フジテレビ）
- 「直撃!シンソウ坂上」再現ドラマ（2018年4月 - ）
- ドラマパラビ「癒されたい男」（2019年4月 - 6月、テレビ東京）※チーフ監督
- オトナの土ドラ「リカ」（2019年10月 - 11月 、東海テレビ・フジテレビ）※チーフ監督
- オトナの土ドラ「リカ～リバース～」(2021年3月 - 4月 、東海テレビ・フジテレビ）※チーフ監督
- Amazonオリジナルドラマ「星から来たあなた」（2022年2月 - 、Amazon Prime Video）※チーフ監督
- ドラマプレミア23「吉祥寺ルーザーズ」（2022年4月 - 6月 、テレビ東京）
- 「心霊内科医 稲生知性」（2023年3月、フジテレビ）企画、脚本、全4話監督
- 「心霊内科医 稲生知性2」（2023年12月、フジテレビ）企画、脚本、全4話監督
- 土ドラ「嗤う淑女」※メイン監督（2024年7月 - 9月、東海テレビ・フジテレビ）
- 「あなたを奪ったその日から」※メイン監督（2025年4月 - 、カンテレ・フジテレビ）

### 単発ドラマ
- 「ON THEATER 爆笑探偵団」（2006 北海道文化放送 ）（脚本・演出）
- 「世にも奇妙な物語」（フジテレビ）
  - 「未来同窓会」（2007年）
  - 「心霊アプリ」（2012年）
  - 「呪web」（2013年）
  - 「0.03フレームの女」（2013年）
  - 「墓友」（2014年）
  - 「サプライズ」（2014年）
  - 「蟲たちの家」（2015年）
  - 「夢みる機械」（2016年）
  - 「夢男」（2017年）
  - 「コインランドリー」（2020年）
  - 「スキップ」（2021年）
  - 「コンシェルジュ」（2022年)
  - 「視線」（2023年　脚本も)
  - 「地獄で冤罪」（2023年）

- 「TOKYO本音モデルズ」（2009年、フジテレビ）（選曲・演出）
- 「TOKYO本音モデルズ2」（2010年、フジテレビ）（選曲・演出）
- 「ラーメン大好き小泉さん2016新春スペシャル」（2016年1月、フジテレビ）
- 「ラーメン大好き小泉さん2016年末スペシャル」（2016年12月、フジテレビ）
- 「ラーメン大好き小泉さん2019春SP」（2019年4月、フジテレビ）
- 「ラーメン大好き小泉さん 二代目!」（2020年3月、フジテレビ）
- 「ラーメン大好き小泉さん 二代目!2022新春SP」（2022年1月、フジテレビ）
- 土曜プレミアム「衝撃スクープSP 30年目の真実〜東京・埼玉連続幼女誘拐殺人犯・宮崎勤の肉声〜」（2017年、フジテレビ）
- 「プリンセス美智子さま物語 知られざる愛と苦悩の軌跡」（2019年4月、フジテレビ）
- 「恋は50を過ぎてから」 (2022年12月、BS11)

### ドキュメンタリー
- 今夜は好奇心!「12歳でブラジル留学！天才サッカー少年熱闘150日」（1994 フジテレビ）
- ザ・ノンフィクション
  - 「ススキノ・ダンス〜最果ての人間交差点」（1996 フジテレビ）
  - 「ホストの前に人間やろ〜ナニワの青春物語3」（2008 フジテレビ）
  - 「アイドルすかんぴん」（2011 フジテレビ）
- 「帰らざる街」（1997 北海道文化放送 函館山ロープウェイ映画祭上映作品）
- 「サミットの料理人〜日本代表シェフの闘い」（2000 フジテレビ）
- 「人生の楽園」（2000 - 2006 テレビ朝日）
- 情熱大陸「三國清三」（2001 毎日放送）
- 「芸術に恋して!」（2001 - 2003 テレビ東京）
- カスペ!「中村勘九郎ニューヨーク公演」（2004 フジテレビ）
- 金曜エンタテインメント「世紀の大襲名 勘九郎から勘三郎へ」（2005 フジテレビ）
- キヤノンスペシャル「ジュラシック・コード」（2005 テレビ朝日）
- 金曜プレステージ
  - 「中村勘三郎襲名公演 家族が支えた664日全記録」（2007 フジテレビ）
  - 「これが日本の大家族!勘三郎感動密着413日～涙と笑いの親子愛スペシャル」（2009 フジテレビ）
  - 「森光子 完全密着533日〜放浪記2000回舞台裏」（2009 フジテレビ）
  - 「勘三郎が泣いた!勘太郎挙式&感動秘話〜さよなら歌舞伎座SP」（2010 フジテレビ）
  - 「勘三郎密着！涙の復帰スペシャル 闘病そして震災…激動の553日」（2011 フジテレビ 芸術祭参加作品 ）
  - 「緊急特別追悼番組さようなら勘三郎さん　独占密着…最期の日々」（2012 フジテレビ ）
- 「香取慎吾 能登へ行く〜能登半島地震 風評被害からの脱出」（2007 フジテレビ）
- 「中村勘三郎スペシャル 伝えるべき大切なもの」（2007 フジテレビ）
- ノンフィクションW
  - 「太陽の男 ラファエル・ナダル〜No1テニスプレーヤーの原点〜」（2010WOWOW）
  - 「ウィンブルドンのサムライ〜日本最強プレーヤー佐藤次郎の悲劇〜」（2011WOWOW）
  - 「ノバク・ジョコビッチの覚醒 テニス新王者 驚異の一年」（2011WOWOW）
  - 「岡田武史〜中国で闘う理由〜」（2013WOWOW）
- 「歌舞伎座開場スペシャル 今語られる勘三郎…役者の生き様 夫婦の絆 独占告白＆秘蔵映像300日」（2013 フジテレビ ）
- 土曜プレミアム「一周忌特別番組 勘三郎 最期の言葉」（2013 フジテレビ）
- 「密着！！中村屋ファミリー大奮闘2014」（2014 フジテレビ）
- 金曜プレミアム
  - 「密着!中村屋ファミリー大奮闘2016 〜勘三郎との約束&七緒八4歳・哲之2歳も大暴れSP〜」（2016年2月5日）
  - 「祝! 中村屋ファミリー独占密着! 5歳と3歳の兄弟襲名 泣いて笑って稽古して…初舞台SP」（2017年2月3日、三代目中村勘太郎および二代目中村長三郎襲名記念[4]）
  - 「独占密着!中村屋ファミリー 勘九郎 父との約束&4歳と6歳の猛稽古 泣いて笑って300日」（2017年12月22日 21:00 - 22:52[5]）
  - 「密着!中村屋ファミリー 勘九郎・七之助に世界が喝采&7歳5歳涙の猛稽古SP」（2018年11月9日[6]）
- 「The 世界力 渡辺謙×錦織圭×松山英樹」(2016東海テレビフジテレビ)
- 「密着！中村屋ファミリー 涙と笑いの猛稽古2019」（2019年12月20日 フジテレビ[7]）

## 主な構成作品
- ザ・ノンフィクション
  - 「僕がホストになった理由〜ナニワの青春物語」（2006 フジテレビ）
  - 「僕がホストになった理由2〜友情と裏切りの街角」（2007 フジテレビ）
  - 「姉と弟のススキノ物語」（2008 フジテレビ）
  - 「驕り〜ホストの前に人間やろ4」（2009 フジテレビ）
  - 「ホストの前に人間やろ5 ラオスのおばあちゃん」（2011 フジテレビ）
  - 「ホストの前に人間やろ 特別編 敬一と一義」（2012 フジテレビ）
  - 「転んでも転んでも 三國清三 上海進出1000日」（2013 フジテレビ）
- 「写真甲子園2009〜レンズの中の青春」（2009 北海道文化放送）
- ノンフィクションW「失われたオスカー像」（2015 WOWOW）
- 中村屋ファミリーSP （フジテレビ）
  - 「中村屋ファミリー2020 待ってました!勘九郎 七之助 試練と喝采の幕開けSP」（2020年12月18日[8]）
  - 「密着!中村屋ファミリー2021 父から子へ…受け継がれる『連獅子』涙の猛稽古SP」（2021年12月24日[9]）
  - 「密着!中村屋ファミリー2022 浅草に平成中村座が完全復活!歓喜と熱狂の大舞台SP」（2022年12月23日[10]）
  - 「密着!中村屋ファミリー2023 〜勘九郎の涙 七之助の宿命 姫路城で歴史が動いた!46年ぶりの衝撃SP〜」（2023年12月22日[11]）

## 作詞
- 「空を飛びたいな〜ビッグバードのテーマ」（作曲 矢野顕子）

## エッセイ
- 「遠いボート」（小学館DENiM）